# Mangora tambo
Mangora tambo là một loài nhện trong họ Araneidae.
Loài này thuộc chi Mangora. Mangora tambo được Herbert Walter Levi miêu tả năm 2007.